# هیروشی ساتو
هیروشی ساتو (انگلیسی: Hiroshi Sato؛ زادهٔ ۷ مارس ۱۹۷۲) بازیکن فوتبال اهل ژاپن است.
از باشگاه‌هایی که در آن بازی کرده‌است می‌توان به باشگاه فوتبال سانفریس هیروشیما، باشگاه فوتبال ناگویا گرامپوس، و باشگاه فوتبال یوکوهاما مارینوس اشاره کرد.